# Judith Kirton-Darling

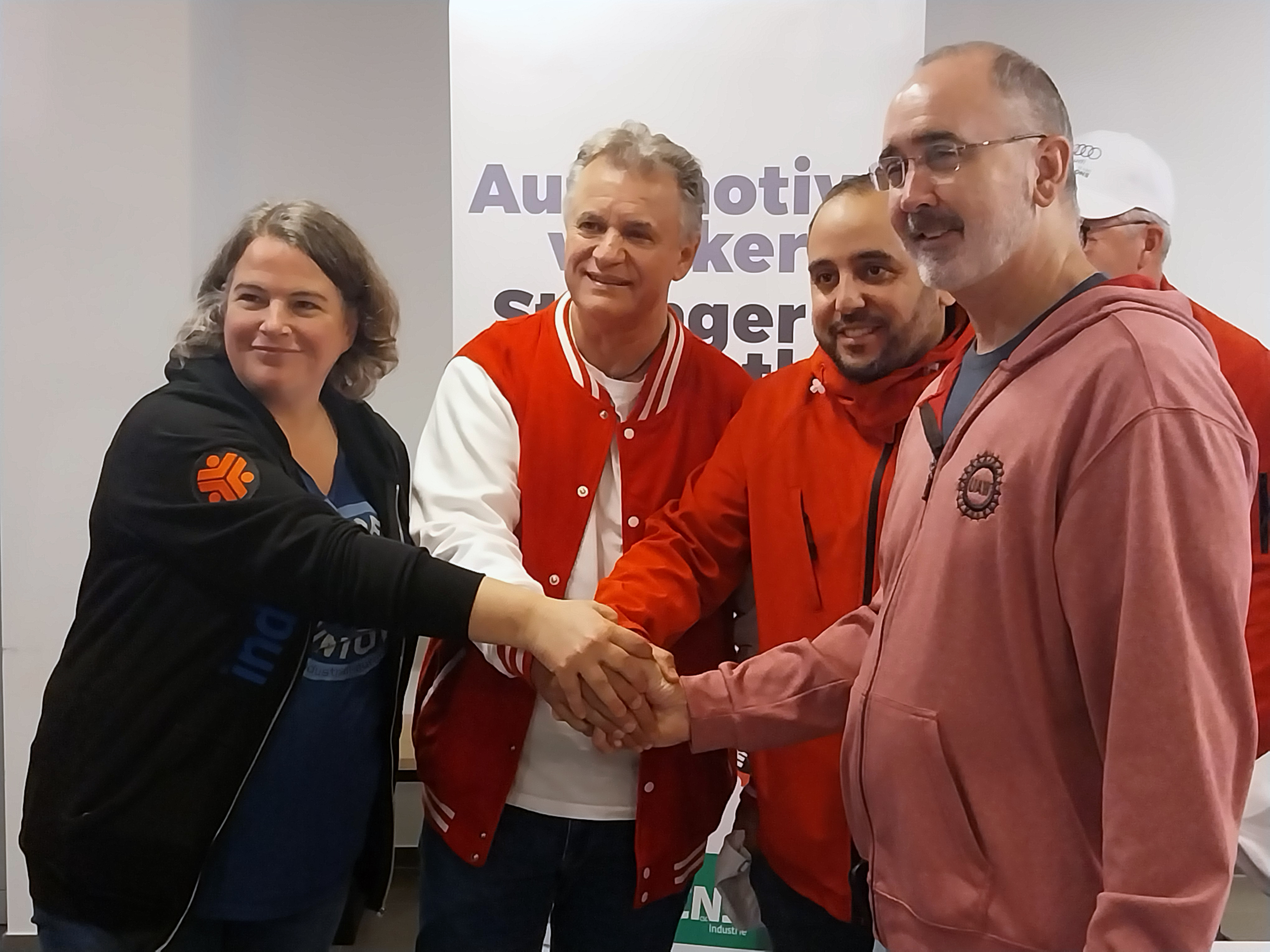
Ontmoeting tussen Kirton-Darling en Rohnny Champagne en Hillal Sor van de Belgische ABVV-metaalcentrales en Shawn Fain van de Amerikaanse autovakbond UAW, op een persconferentie tegen de sluiting van Audi Brussels in september 2024.

Judith (Jude) Kirton-Darling (Dar es Salaam, 2 juni 1977) is een Brits politicus en vakbondsbestuurder. 
Tussen 2001 en 2011 werkte Kirton-Darling in verschillende rollen voor ETUI, UNI Europa, Unite the Union en de Europese Metaalbond. Van 2011 tot 2014 was ze confederaal secretaris van het Europees Verbond van Vakverenigingen (EVV of ETUC). Kirton-Darling zetelde van 2014 tot 2020 in het Europees Parlement namens Labour. In 2020 werd ze adjunct-algemeen secretaris van IndustriALL Europe en in 2024 werd ze aangeduid als algemeen secretaris.
- Gemeinsame Normdatei: 1225049733
- Library of Congress Control Number: no2005031577
- Virtual International Authority File: 306116694
- WorldCat: E39PBJvXkpj9dP8bPCcGPQ9MT3